# Re-Volt
Re-Volt is een racespel met radiografisch bestuurde auto's dat in 1999 is uitgegeven door Acclaim Entertainment. Het spel is op verschillende platformen uitgebracht zoals de PlayStation, pc, Nintendo 64 en de Sega Dreamcast, er is ook een voorloper uitgebracht voor de PlayStation genaamd RC Revenge en een vervolg voor de PlayStation 2 genaamd RC Revenge Pro.
In 2006 bemachtigde de Canadese uitgever Throwback Entertainment de rechten voor Re-Volt die aankondigde aan een vervolg te werken.

## Platforms
- Dreamcast (1999)
- Nintendo 64 (1999)
- PlayStation (1999)
- Windows (1999)

## Ontvangst
| Beoordeeld door                          | Jaar | Platform    | Score |
| ---------------------------------------- | ---- | ----------- | ----- |
| IGN                                      | 1999 | Dreamcast   | 87%   |
| Computer Games Magazine                  | 1999 | Windows     | 80%   |
| PC Gameplay (Benelux)                    | 1999 | Windows     | 80%   |
| PC Player (Duitsland)                    | 1999 | Windows     | 78%   |
| Consoles Plus                            | 2000 | Dreamcast   | 75%   |
| Super Play                               | 1999 | Nintendo 64 | 70%   |
| Jeuxvideo.com                            | 1999 | PlayStation | 65%   |
| GameSpot                                 | 1999 | Dreamcast   | 53%   |
| Official U.S. PlayStation Magazine (OPM) | 1999 | PlayStation | 40%   |
| Svenska PlayStation Magasinet            | 2000 | PlayStation | 40%   |